# Enrique Bernoldi
Enrique Antônio Langue de Silvério e Bernoldi (Curitiba, 19 de outubro de 1978) é um ex-piloto automobilístico e atual comissário da FIA na Fórmula 1 além de ser um empresário Brasileiro. Com passagem na Fórmula 1 pela equipe Arrows Grand Prix, e pela Sauber F1 Team e British American Racing como piloto de testes, além de ter competido pela Fórmula Indy, FIA GT Championship, Stock Car Pro Series entre outras categorias de ponta no automobilismo nacional e internacional.

## Trajetória
Bernoldi começou com o kart em 1987 com nove anos de idade e ganhou vários títulos regionais antes de ir para a Europa, aos 17 anos. Ele disputou etapas únicas de Fórmula Renault Francesa e Europeia. Em 1995 ele entrou para a Formula Alfa Boxer na Itália antes de voltar a Fórmula Renault Francesa e migrar para a Renault Spider Europeia já em 1996, ano em que ganharia o campeonato de Fórmula Renault com seis vitorias em dez corridas pela equipe Tatuus JD Motorsport.
Com o importante título ele foi a Fórmula-3 Britânica em 1997, onde encerrou o seu primeiro ano de disputa com 127 pontos na quinta colocação, com seis pódios, duas voltas mais rápidas e uma vitória em Spa-Francorchamps realizando as quatorze corridas com a equipe Promatecme, incluindo um pódio com o terceiro lugar no GP de Macau, posição que se repetiria na edição de 1998 da etapa pela mesma categoria.
Em 1998, Bernoldi chega ao vice-campeonato da Fórmula-3 Britânica, onde em quinze corridas ele venceu seis, com sete pódios, quatro poles positions e quatro voltas mais rápidas, somando um total de 163 pontos .
Enrique ainda disputaria as categorias de formação em 1999 e 2000, quando competiu pela Fórmula-3000 Internacional na equipe RSM Marko do famoso Helmut Marko, onde somou mais uma pole position no último ano, o que levou a testar um Fórmula-1 pela primeira vez com a Sauber F1 em 2000 , onde se tornou o primeiro membro da Red Bull Junior Team e competiu por uma vaga na Sauber em 2001 com Kimi Raikkonen para o posto que ficaria aberto após Pedro Diniz se retirar da posição de piloto para se tornar um dos diretores da Prost Grand Prix, porém o Finlandês venceu a disputa pela preferência da Sauber antes mesmo de ter uma Superlicença da FIA .

## Chegada definitiva na Fórmula-1

### F1 2001

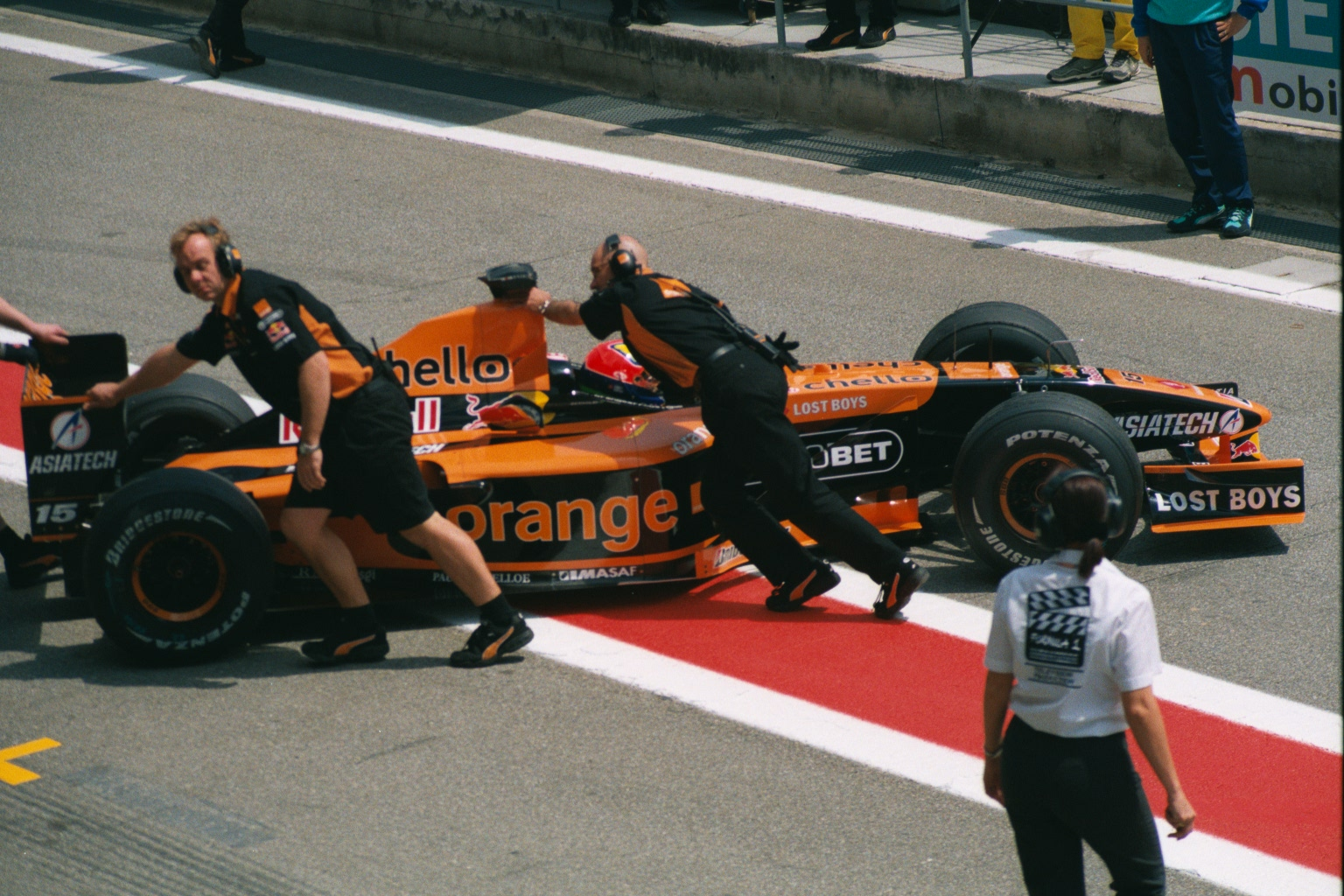
Bernoldi recolhendo sua Arrows A22 em um treino livre

Bernoldi ficou disponível no mercado e assinou com a Orange Arrows Asiatech para temporada de 2001 levando para a equipe o patrocínio da Red Bull, marca que tempos depois iria finalizar sua consolidação na Fórmula-1. O modelo Arrows A22 de motor Asiatech, pneus Bridgestone foi alinhado no grid para os 17 GPs do ano em parceria com remanescente da equipe, Jos Verstappen.

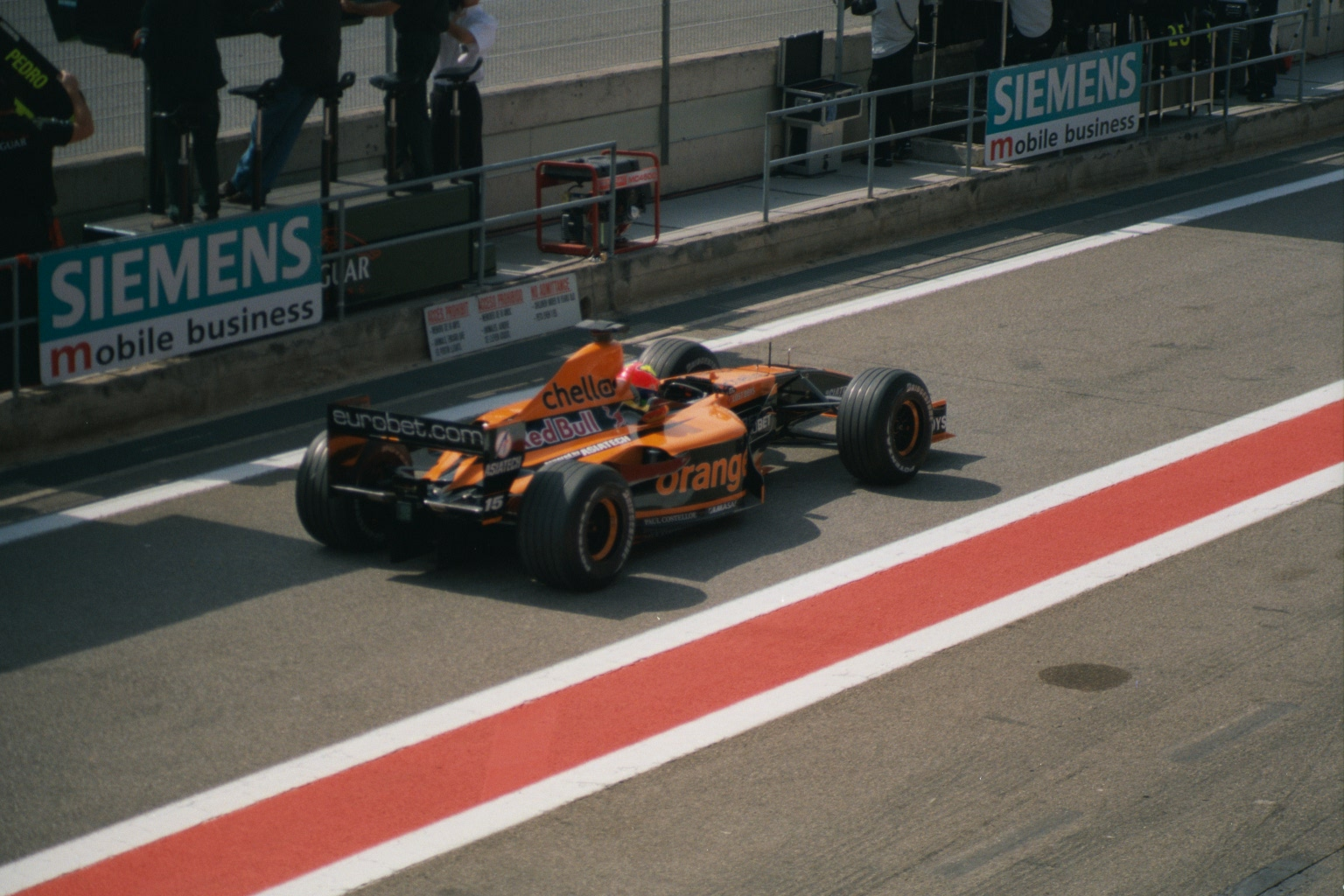
Bernoldi iniciando um treino livre

Ainda em 2001, Bernoldi no decorrer temporada teve um momento que ficou entre os melhores da temporada e entre muitos das coletâneas de vídeos virais da história da Fórmula 1, em Mônaco o pole e candidato ao titulo David Coulthard, teve uma falha em sua saída para a sua volta de formação de grid e aquecimento dos pneus, o que obrigou ele a largar dos boxes, na tentativa de escalar o pelotão o quanto antes dentro das 78 voltas do GP, Bernoldi segurou Coulthard e sua McLaren por incríveis 35 voltas pelo Principado. Brigar por posição, embora da maneira mais pura e limpa possível irritou Ron Dennis e a toda a direção da McLaren que após a corrida fizeram declarações na mídia e até pessoalmente a Bernoldi que foi amplamente defendido pela maior parte do grid e imprensa internacional, com destaque para a Arrows e Michael Schumacher, o vitorioso daquele domingo não poupou palavras em defesa a Enrique em uma entrevista coletiva posterior ao GP, Enrique e Coulthard tomaram uma volta de Michael no giro 27, o Brasileiro terminou a prova na nona colocação . 
A temporada onde Bernoldi debutou na F-1 teve também como destaque uma elogiadíssima oitava posição no GP da Alemanha, porém o sistema de pontuações vigente na época, premiava com pontos apenas os seis melhores colocados dos Grandes Prêmios. Dos 17 Gps, a Arrows A22 de Bernoldi levou o piloto a concluir apenas 7 etapas; Imola em 10º, Monte Carlo em 9º, Silverstone em 14º, Hockenheim em 8º, Spa em 12º, Indianápolis em 13º e Suzuka em 14º.
Entre os duelos com seu companheiro de equipe Verstappen, apesar do Holandês ter feito o único ponto da equipe em A1 Ring. Bernoldi largou a frente do seu parceiro em 11 contra apenas 6 melhores desempenhos de Jos, tal nível de habilidade mostrada garantiu mais um ano de contrato de Enrique, como titular da Arrows, enquanto Jos conseguiu apenas o posto como piloto de testes da Sauber Petronas para 2002.

### F1 2002

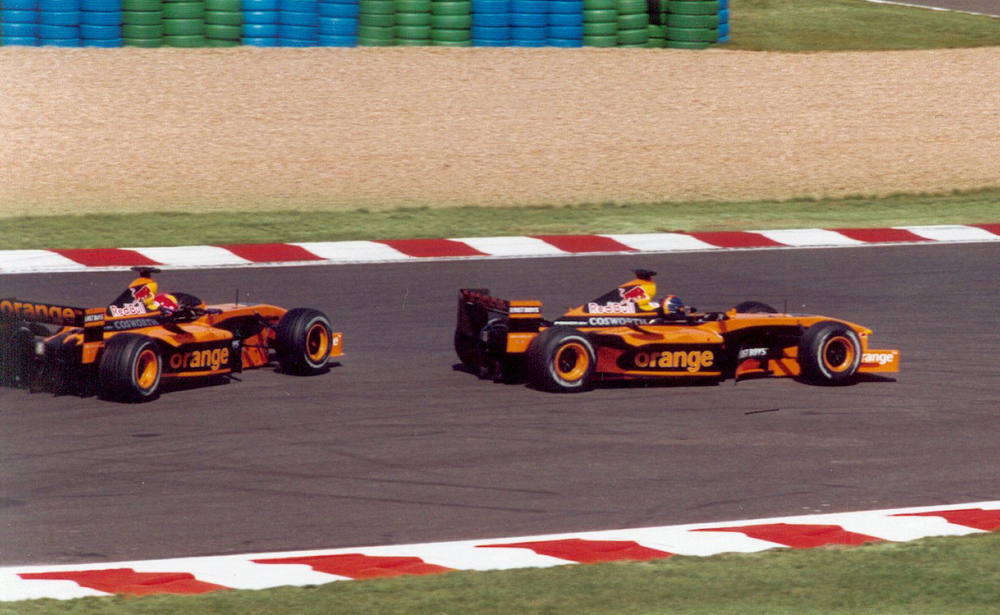
Bernoldi e H-H Frentzen a sua frente com os A23 treinando em Magny-Cours

Enrique Bernoldi fez dupla com o Alemão, Heinz-Harald Frentzen. Dessa vez o Grande Prêmio da Malásia foi o palco dos melhores momentos entre os vídeos virais da história da F-1 que o Brasileiro participou; Montoya e Schumacher se tocaram na largada e enquanto o Alemão realizava uma prova de recuperação escalando o pelotão, Bernoldi brigou bravamente contra o campeão do mundo, nas voltas 14, 15 e 16 do GP; após ultrapassar a Sauber Petronas de Felipe Massa, Schumacher e Bernoldi em trio proporcionaram ao público uma disputa de carros de ponta, meio e final de grid em grande equilíbrio e habilidade.
Saindo da Malásia, os problemas financeiros da Arrows ficaram escancarados e cada vez mais evidentes, o A23 mesmo bom bons patrocinadores enfrentou sérios problemas, até mesmo problemas de falta de peças de reposição, mais tarde na França, HHF e Bernoldi foram obrigados por Tom Walkinshawn à propositalmente não atingirem o tempo mínimo de classificação em tentativa da equipe não gastar combustível e os motores, poupando gastos. A última corrida que a Arrows viria a participar de verdade seria o GP da Alemanha, dando fim a equipe criada em 1978. A Arrows nem chegou a viajar para a Hungria e na Bélgica chegou a se inscrever mas não foi a pista, a carreira de Bernoldi com isso foi seriamente abalada, a mídia britânica disse que ele chegou a negociar com a Jordan para 2003, mas as negociações não avançaram .

## Piloto de testes da BAR

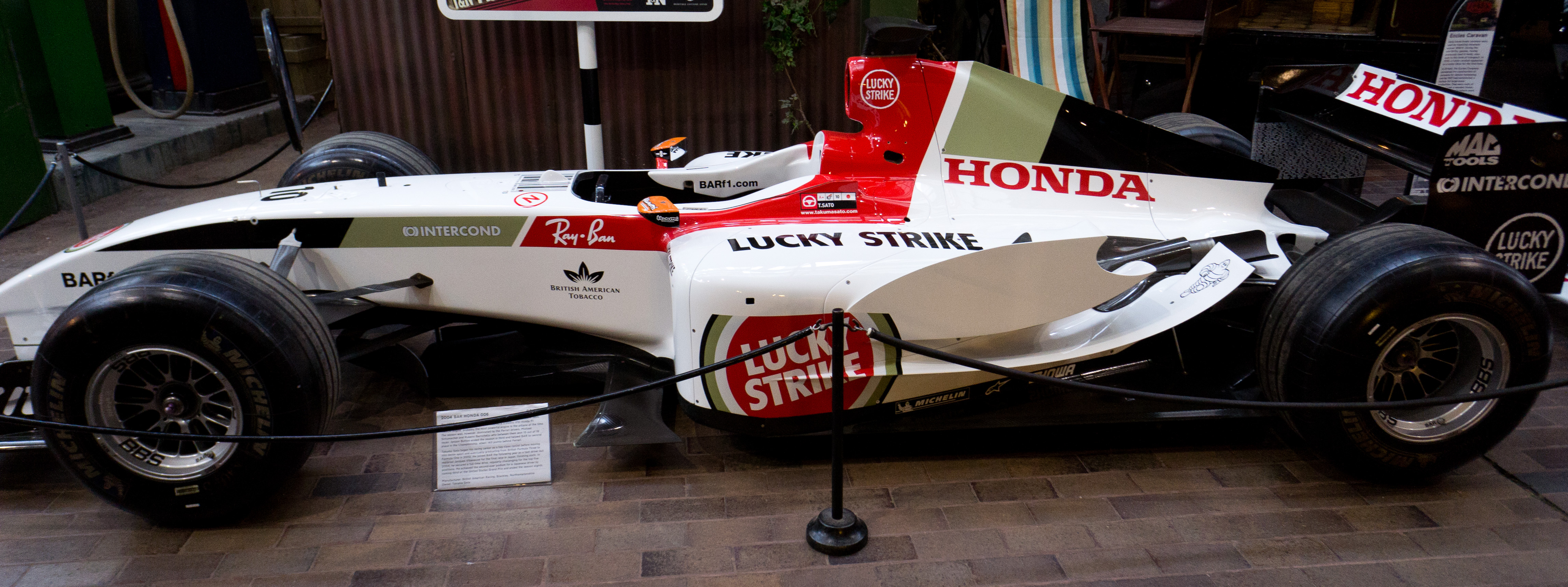
BAR 006 com pintura da Lucky Stricke, que Bernoldi ajudou a ser Vice-Campeã de Construtores em 2004

Em 2004 e 2005, Bernoldi assinou como piloto de testes da British American Racing que conquistou o vice-campeonato dos construtores de 2005, dividindo a titularidade dos testes com Anthony Davidson, porém Bernoldi não voltou a competir na F-1. 

## Continuidade da carreira
Em 2003 no seu breve hiato da F-1, Bernoldi com a RC Motorsport e a GD Racing competiu pela World Series Nissan, em dezoito etapas ele fez duas poles, cinco pódios e duas vitórias, dentro do seu Dallara SN01 Nissan. Em 2004, Bernoldi foi o terceiro no campeonato, em dezoito etapas foram duas vitórias, sete pódios, duas poles e três voltas mais rápidas com o mesmo Dallara SN01 Nissan. Foram 112 e 113 pontos respectivamente.
Em 2006 na TC2000 Argentina, Bernoldi testou um carro de turismo em competição Sul-Americana, um Honda Civic, da Honda Petrobras Lubrax. Em 2007 ele participa da temporada da Stock Car Pro Series, pela equipe Biosintética Action Power, em um Volkswagen Bora, em doze corridas foram dois pódios (Santa Cruz do Sul e Brasília) e 58 pontos, seu companheiro de equipe foi Rodrigo Sperafico, e em 2009 pela RCM, de Rosinei Campos o seu companheiro de equipe foi Valdeno Brito, ambos em um Peugeot 307.

## Fórmula Indy

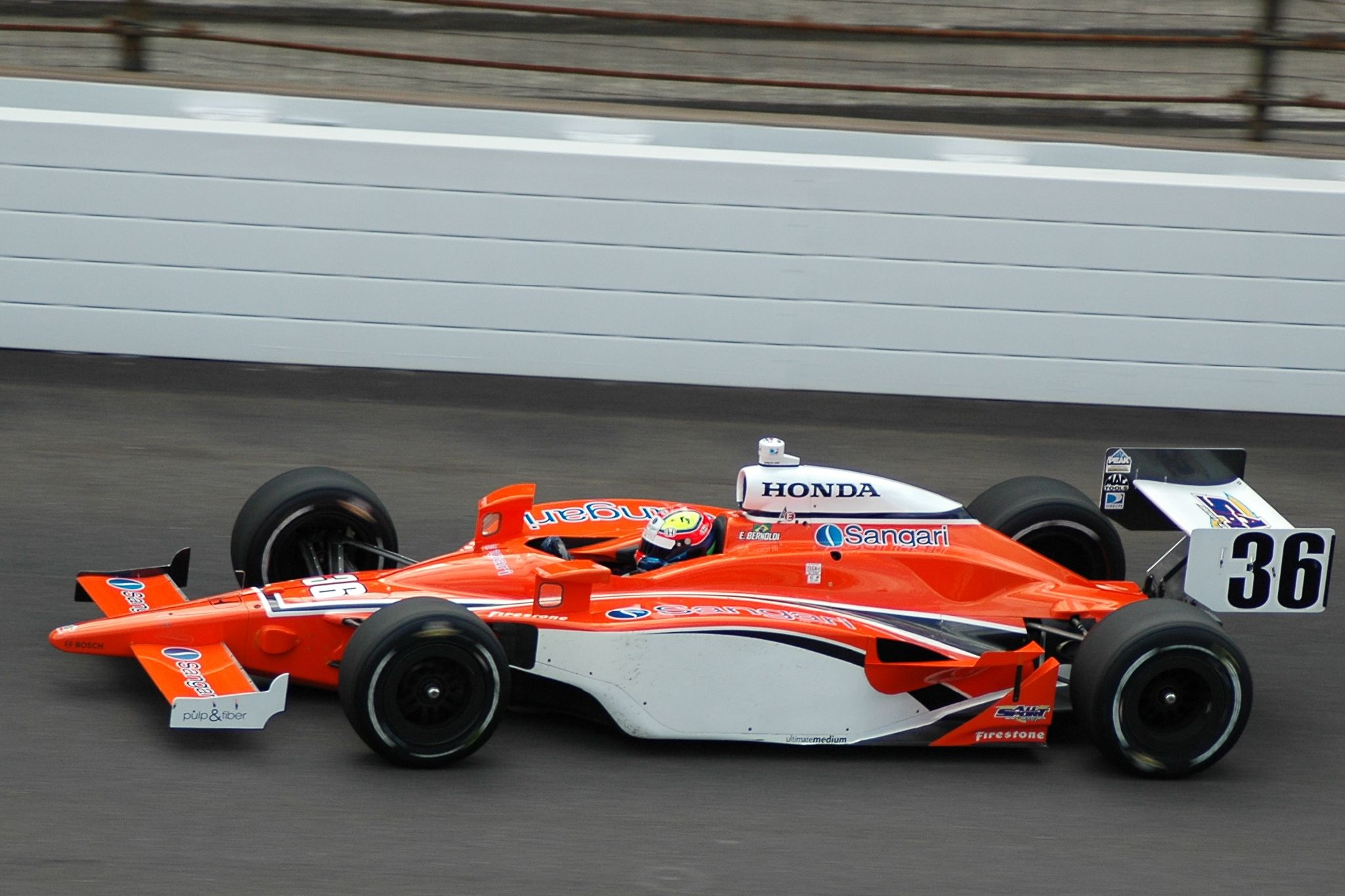
Bernoldi nos treinos livres para as 500 milhas de 2008

Enrique Bernoldi chegou a Fórmula Indy na temporada de 2008, uma das mais tumultuadas de toda a história, pois essa foi a temporada em que as divisões Champ Car e IRL voltaram a se unir para formar uma Fórmula Indy apenas. Bernoldi correu quinze das dezenove etapas com a equipe Conquest Racing, com destaque para o sua 5ª colocação nas ruas de St Petersburg (onde chegou a liderar mas um Pit Stop problemático custou uma bem provável vitória) e a 4ª colocação em Long Beach. Com onze das dezenove provas em ovais e um chassi mais bem preparado para mistos e circuitos de rua como eram os da Champ Car a competividade do Curitibano ficou prejudicada para o restante do ano, Com observação especial para a 15ª colocação nas 500 milhas de Indianápolis de 2008.
Na etapa de Sonoma, Bernoldi teve uma quebra de suspensão nos treinos e com uma lesão nos ligamentos dos dedos das mãos, foi substituído por Alex Tagliani nas últimas três etapas do ano em que correria, o Canadensse conseguiu um 4º lugar com o carro de Bernoldi em Surfers Paradise, em uma corrida extra campeonato, que não valeu pontos.
Bernoldi também relatou mais recentemente detalhes dos desentendimentos com o dono da Conquest Racing, Anthony Blumberg. 
Bernoldi finalizou sua temporada de Indy na 22ª colocação, com 220 pontos .

## Outras categorias
Em 2009 Enrique compete no carro do Flamengo pela Fórmula Superliga em dez corridas, ele conseguiu um pódio com os chassis da Menard 
Em 2010 Bernoldi competiu pelo World Championship de GT1 com vinte corridas, uma pole, uma vitória (Em Interlagos) foram 53 pontos em um Maserati MC12 GT1
Em 2011 pela GT1 Brasil em quatro etapas, ele foi ao pódio na estreia em Curitiba com um Ford GT GT3
Em 2012 foram duas etapas cada da Internacional GT Open e Internacional GT Open em um Ferrari 458 GT Italia. Ainda em 2012 foram duas etapas de Speed EuroSeries na Catalunha, duas poles e uma volta mais rápida com um Tatuus PY012 da Team JD.
E o World Endurance Championship de 2012 pela AF Corse-Waltrip ele voltou a tocar uma Ferrari 458 GT Italia em Interlagos, onde ele foi pole e teve a volta mais rápida da corrida
Em 2013, Bernoldi faz três etapas de V Challenge Endurance Proto Scatch com a equipe MSR Corse, com um pódio novamente na Catalunha, com um Tatuus PY012.
Em 2014 e 2015 ele voltou a Stock Car para uma etapa em cada ano, com um Chevrolet Sonic pela Team C2 e Axalta C2 Team .
Após novo hiato, em 2016 ele faz duas etapas de Lamborghini Super Trofeo North America Pro-AM, ele trouxe para a equipe DXDT Racing um pódio, no Circuito das Américas, com uma Lamborghini Huracán LP620-2 .

## Vida pessoal
Enrique Bernoldi tem três filhos nascidos no Brasil; Maria, Beco  e Rafa Bernoldi, embora tenha passado um bom tempo da infância deles no Canadá e pouco falarem Português. Atualmente ele se dedica a ser agente de carreira de jovens promessas do automobilismo . No Brasil os e Bernoldi moram nas cidades de Curitiba e Florianópolis, com sua esposa, Luisa Bernoldi Armin Werninghaus. Ele se mantem afastado da mídia não possuindo oficialmente redes sociais ou um site oficial, porém ocasionalmente ele faz aparições com boas entrevistas a imprensa automotor brasileira.

## Todos os seus resultados na Fórmula 1
(Legenda: Corridas em negrito indicam pole position; corridas em itálico indicam volta mais rápida.)
| Ano  | Equipe | 1       | 2       | 3       | 4       | 5       | 6       | 7      | 8       | 9       | 10      | 11      | 12      | 13     | 14     | 15      | 16     | 17     | Equipe | Pos | Pontos |
| ---- | ------ | ------- | ------- | ------- | ------- | ------- | ------- | ------ | ------- | ------- | ------- | ------- | ------- | ------ | ------ | ------- | ------ | ------ | ------ | --- | ------ |
| 2001 | Arrows | AUS Ret | MAL Ret | BRA Ret | SMR 10  | ESP Ret | AUT Ret | MÔN 9  | CAN Ret | EUR Ret | FRA Ret | GBR 14  | GER 8   | HUN 20 | BEL 12 | ITA Ret | EUA 13 | JAP 14 | Arrows | 21º | 0      |
| 2002 | Arrows | AUS DSQ | MAL Ret | BRA Ret | SMR Ret | ESP Ret | AUT Ret | MÔN 12 | CAN Ret | EUR 10  | GBR Ret | FRA DNQ | GER Ret | HUN    | BEL    | ITA     | EUA    | JAP    | Arrows | 22º | 0      |

## Resultados pela Fórmula Indy 2008
| Ano  | Ano  | Equipe          | Equipe          | 1   | 2   | 3   | 4   | 5   | 6   | 7   | 8   | 9   | 10  | 11  | 12  | 13  | 14  | 15  | 16  | 17  | 18  | 19  | Pos | Pontos |
| ---- | ---- | --------------- | --------------- | --- | --- | --- | --- | --- | --- | --- | --- | --- | --- | --- | --- | --- | --- | --- | --- | --- | --- | --- | --- | ------ |
| 2008 | 2008 | Conquest Racing | Conquest Racing | HMS | STP | MOT | LBH | KAN | IND | MIL | TXS | IOW | RIC | WGL | NSH | MDO | EDM | KEN | SON | DET | CHI | SFP | 22º | 220    |
| 2008 | 2008 | Conquest Racing | Conquest Racing | 18  | 5   |     | 4   | 25  | 15  | 16  | 23  | 17  | 26  | 21  | 20  | 26  | 16  | 22  | 21  | LES | LES | LES | 22º | 220    |